# Hedwig Ranafier-Bulling
Hedwig Ranafier-Bulling (* 1. November 1882; † 19. September 1961) war eine Oldenburger Malerin.
Hedwig Ranafier-Bulling hatte ihre Wurzeln im Oldenburger Land. Als Kunstmalerin ist sie in Vergessenheit geraten und auch nur wenige wissen, dass sie eine Schülerin des Malers Georg Bernhard Müller vom Siel war. Es gab bislang nur wenige Anhaltspunkte, die auf die Existenz dieser Künstlerin hinweisen. Ein Eintrag, der den Namen Hedwig Bulling, Oldenburg, Bismarckstraße 17 beinhaltet, ist auf Seite 139 in Dresslers Kunsthandbuch, herausgegeben 1930, zu finden. Sie war eine Malerin, von der nur äußerst selten Arbeiten auftauchen und die in dieser Region unbekannt geblieben ist.

## Biografie

### Familie
Hedwig Dora Helene Bulling wurde am 1. November 1882 als eines von zwei Kindern des Revierförsters Wilhelm Friedrich Bulling (* 1846) und dessen Ehefrau Helene Johanne Margarete Bulling geb. Lauw (* 1855) in Streek geboren. Helene Bulling war die Tochter eines in Bockhorn ansässigen und dort bekannten Ziegeleibesitzers. Wilhelm Bulling, Sohn eins Verwalters in Blankenburg, war seit 1868 im Forstverwaltungsdienst tätig und wurde am 8. September 1874 mit der Wahrnehmung der Verwaltung des Reviers Streek/FD Oldenburg, betraut. Am 13. November 1877 wurde er zum Revierförster ernannt. Bis zu seinem Ausscheiden aus dem Staatsdienst am 1. September 1883 wohnte er mit seiner Ehefrau und den beiden Kindern in der damaligen Försterei in Sandkrug in der Bümmersteder Straße 37. Nachdem Wilhelm Bulling seinen freiwilligen Abschied genommen hatte, zog er mit der Familie in die Nähe von Goldenstedt und lebte dort einige Zeit. Von Goldenstedt aus zog die Familie nach Hahn, wo Wilhelm Friedrich Bulling das Gut Hahn pachtete. In Hahn starb er am 19. Februar 1902. Helene Bulling verlegte danach mit dem Sohn Friedrich Wilhelm und Tochter Hedwig ihren Wohnsitz nach Nethen und lebte mehrere Jahre auf dem erworbenen Gut Nethen bei Rastede. Als der Sohn heiratete, zog Helene von dort aus nach Oldenburg in die Bismarckstraße 17.

### Kunstausbildung
Anzunehmen ist, dass sich Hedwig Bulling bereits früh intensiv mit dem Malen und Zeichnen auseinandergesetzt hatte und dass ihre künstlerische Ausbildung unter einer fachkundigen Anleitung geschah, zumal sie später zeigte, dass sie versiert in der Porträt- und Landschaftsmalerei war und die Aquarell-, Pastell- und Ölmalerei ebenso beherrschte wie die Rötel- und Kohlezeichnung. Ab 1900 unterhielt der akademisch ausgebildete Maler Georg Müller vom Siel einige Jahre eine private Malschule in Dötlingen, die er in den Sommermonaten für Frauen öffnete, weil diesen damals noch der Zugang zu einer Akademie versagt blieb. Neben Louise Droste-Roggemann, Gertrud Freifrau von Schimmelmann, Lily Fuhrken, Gretchen Francksen und Marie Stumpe gehörte auch Hedwig Bulling zu den Schülerinnen des bekannten Malers, die sich von ihm vor allem in der Freilichtmalerei ausbilden ließen. Wie oft und in welchen Jahren Hedwig Bulling Gast des bekannten Landschaftsmalers war, ist nicht bekannt. Mit Beginn des 20. Jahrhunderts hielt sich Hedwig Bulling eine längere Zeit in München auf und genoss dort eine weitere professionelle künstlerische Ausbildung. Da ein Studium für Frauen an der Kunstakademie in München erst ab 1920 möglich war, kann davon ausgegangen werden, dass sie ein Studium an der Königlichen Kunstgewerbeschule in München absolvierte. Nach ihrer Ausbildung kehrte die nun vollends ausgebildete Malerin nach Oldenburg zurück und trat dem Oldenburger Kunstverein bei. Der Beitritt eröffnete Hedwig Bulling die Möglichkeit, sich an der 339. Kunstausstellung des Oldenburger Kunstvereins zu beteiligen, die vom 15. November 1912 bis 15. Dezember 1912 stattfand. Auf dieser Ausstellung präsentierte sie der Öffentlichkeit die Gemälde „Haus mit Weinlaub“, „Blick vom Goldberg bei Dötlingen“ sowie „Heidelandschaft“.

### Eheschließung
Sie hatte in dieser Zeit bereits den Schulfreund ihres Bruders Friedrich Wilhelm, den am 16. Mai 1881 geborenen Reichsbahnoberrat Max Ranafier kennengelernt. Max Ranafier war ein Sohn des überregional bekannten Oberbaurates Heinrich Ranafier, dessen Name eng mit der Geschichte der oldenburgischen Staatseisenbahn verknüpft war und durch den der Lokomotivbau wesentlich geprägt wurde. Nach der Eheschließung am 14. Dezember 1928 ordnete sich Hedwig der beruflichen Karriere ihres Ehemannes völlig unter. Das Ehepaar zog zunächst von Oldenburg nach Erfurt und am 24. Juni 1931 nach Essen in die Bismarckstraße 36 unweit der Eisenbahndirektion, die am Bismarkplatz ihren Sitz hatte. Vier Jahre später zog das kinderlos gebliebene Ehepaar in das Haus Grünhof 2 in Essen-Recklinghausen. Am 20. Mai 1937 meldete sich das Ehepaar nach Berlin-Charlottendorf (heute Berlin-Wilmersdorf) in die Soldauer Allee 12 ab. Ein Jahr später blieb Hedwig eine längere Zeit allein in Berlin wohnend zurück. Ihr Mann, Max Ranafier, begab sich von Berlin nach Bremen und reiste am 25. April 1938 von dort aus mit dem Schiff MS Europa nach New York. Ob berufliche oder politische Gründe für die Reise ausschlaggebend waren, liegt im Dunkeln. Ebenso ließ sich die Dauer des Auslandsaufenthalts nicht feststellen.
Am 15. Juli 1940 fand noch einmal innerhalb Berlins ein Wohnungswechsel statt, und zwar in die Marienburger Allee 7. Unmittelbar nach Ende des Zweiten Weltkrieges kehrten Hedwig und Max Ranafier Berlin endgültig den Rücken. Sie reisten zurück in ihre Oldenburger Heimat, wo sie von Verwandten aufgenommen wurden. Am 20. Juli 1945 wurden sie deshalb in Berlin amtlich abgemeldet. Auf dem Gut Nethen, wo sie ein neues Zuhause fanden, lebten sie eine längere Zeit in dieser Umgebung betätigte sich Hedwig künstlerisch nur noch unregelmäßig und selten. Einige Landschaftsgemälde, wie der Neuenburger Urwald und Mallorca, als auch Porträtarbeiten von Verwandten, sind von ihr bekannt. Am 15. Juni 1955 verstarb ihr Ehemann, Max Ranafier, der bis zu seiner Pensionierung zum Ministerialrat aufgestiegen war. Hedwig Ranafier-Bulling, die ihren Wohnsitz nach Oldenburg in die Ofener Straße 33 verlegt hatte, folgte ihm am 19. September 1961. Sie wurde auf dem Neuen Friedhof in Rastede bestattet. Die Grabstelle wurde mittlerweile eingeebnet.